# Fauve (comics)
 (décembre 2023).
Henry « Hank » McCoy, alias le Fauve (« Beast » en version originale) est un super-héros évoluant dans l'univers Marvel de la maison d'édition Marvel Comics. Créé par le scénariste Stan Lee et le dessinateur Jack Kirby, le personnage de fiction apparaît pour la première fois dans le comic book Uncanny X-Men (vol. 1) #1 en septembre 1963.
Le Fauve est un mutant, membre des X-Men et des Vengeurs.

## Biographie du personnage
Henry « Hank » McCoy est un mutant dont les pouvoirs étaient manifestes dès sa naissance, avec des mains et des pieds exceptionnellement grands. La probable cause de sa mutation est l’exposition de son père à une dose massive de radiation durant un accident dans une centrale nucléaire, exposition qui affecta certains de ses gènes. Dès son plus jeune âge, Hank fit preuve d’une agilité et d’une souplesse largement au-delà de celles d’un bébé du même âge ainsi qu’un QI largement au-dessus de la moyenne.
Durant sa petite enfance, l’apparence anormale de Hank était sujette à de nombreuses moqueries de la part de ses camarades de classe, qui le surnommèrent "le Fauve". Cependant, l’une de ces camarades, Jennifer Nyles, se dissocia des autres, découvrant et s’attachant au véritable Hank, après avoir bénéficié de son aide en biologie. Ce fut elle qui, lors de la soirée de fin d’année, insista pour que Hank soit son cavalier et prit même sa défense lorsque celui-ci fut à nouveau l’objet de harcèlement.
C’est vers la fin de son adolescence que l’agilité et les prouesses athlétiques surhumaines de Hank lui permirent de s’intégrer dans l’équipe de football de son lycée et de devenir ainsi la star de l’équipe, une célébrité locale. Durant l’un des matchs, Hank arrêta facilement un trio de voleurs qui essayaient de s’échapper en traversant le terrain de football. Ses prouesses furent alors remarquées par le criminel appelé le Conquistador ainsi que par le professeur Charles Xavier. Le Conquistador enleva alors les parents de Hank, afin de le forcer à travailler pour lui ; heureusement, l’intervention des X-Men de Xavier permit à Hank de libérer ses parents puis de vaincre le criminel. À la suite de cela, Xavier, alias le Professeur X, proposa à Hank de rejoindre les X-Men à son École pour Jeunes Surdoués. Incapable de résister à une institution privée qui lui offrait des opportunités d’études étendues, Hank accepta. Peu après son arrivée, il découvrit que, pour garantir son anonymat, Xavier avait effacé de la mémoire de certaines personnes les événements liés à ses prouesses physiques ; Hank découvrit avec tristesse et colère que Jennifer ne gardait aucun souvenir de leur liaison. Son surnom de "Fauve" devint alors son nom de code comme X-Men, un hommage à ses exploits durant son adolescence.
À l’école de Xavier, les X-Men devinrent une seconde famille pour Hank. Rapidement, les X-Men se retrouvèrent opposés à des mutants ne partageant pas l’idéal du Professeur X, l’alias de Charles Xavier. Ainsi, le Fauve affronta successivement Magnéto, puis le Fantôme et le Colosse, avant de combattre à plusieurs reprises la Confrérie des Mauvais Mutants. Parmi ses compagnons, Hank se distingua assez vite par ses centres d’intérêts plus scientifiques, savants et culturels, assumant le rôle d’élément sérieux et stable du groupe (un aspect que renforçait son âge, Hank étant un an plus âgé qu’Angel, Cyclope et Marvel-Girl, et deux ans plus âgés qu’Iceberg). Après le dernier combat des X-Men contre la Confrérie de Magnéto, le Fauve fut légèrement blessé en affrontant le Fléau ; une fois guéri, il affronta les premières Sentinelles et une nouvelle fois Magnéto. Peu après, accompagnant Bobby Drake (Iceberg), Hank fit la connaissance de Véra Cantor, étudiante elle aussi et qui allait devenir sa meilleure amie et sa confidente qu’il retrouverait régulièrement au cours des années suivantes. Ces premières années de sa carrière de héros, le mirent en présence des principaux représentants de cette communauté, des Quatre Fantastiques aux Vengeurs, en passant par Spider-Man.
Le Fauve et les X-Men affrontèrent dans les semaines qui suivirent de nouveaux ennemis, tels que le Comte Nefaria et sa Fraternité de la Peur, ou encore Kukulcan ou le Super-Adaptoïde. Après avoir mis un terme à la menace extra-terrestre du Maître-Mutant et de ses agents, Facteur-3, le Fauve assista à la mort du Professeur lors du combat des X-Men contre le Subterrien Grotesk. Après avoir repoussé une nouvelle attaque de Magnéto, et du Fléau, les X-Men se séparèrent, sur les conseils de Fred Duncan, ami de Charles Xavier et son contact au sein du FBI. Hank et Bobby partirent ensemble, Hank ressentant probablement une certaine responsabilité envers le benjamin des X-Men. Après avoir combattu le Maha-Yogi, ils se retrouvèrent, à nouveau, aux côtés des X-Men pour secourir Lorna Dane, une jeune femme rencontrée par Bobby et enlevée par Mesméro et un pseudo-Magnéto, en fait un androïde conçu par Machinesmith. Les X-Men décidèrent de rester alors ensemble malgré la disparition de Xavier, se retrouvant rapidement à combattre le Pharaon vivant puis une nouvelle génération de Sentinelles. Suivant les X-Men dans le Pays sauvage, à la recherche du mutant Sauron, Hank fut à nouveau confronté à Magnéto, avant de rentrer à New York où il dut affronter, avec ses amis, le mutant japonais Sunfire. Hank et les X-Men découvrirent alors que le Professeur X était bien vivant, ayant simulé sa mort pour se préparer à affronter l’invasion extra-terrestre des Z’Nox ; lors de ce combat, le groupe s’élargit avec l’arrivée de Lorna Dane et Havok, le frère de Cyclope. Après une altercation avec Hulk, les X-Men partirent à la recherche de Magnéto dans le Pays sauvage, rencontrant les Nhu’Ghari. Se rendant ensuite en Afrique, Hank, avec Cyclope et Marvel-Girl rencontrèrent la mutante Ororo Munroe qui les aida à triompher de Déluge. Ils réussirent ensuite à repousser un nouvel assaut des Z’Nox. Puis, Hank accompagna le Professeur X pour s’occuper d’une jeune mutante, Ashley Martin, faisant ainsi appel plus aux compétences intellectuelles de Hank qu’à ses pouvoirs de mutants. Peu après, les X-Men affrontèrent la Promesse, un groupe de télépathes, puis l'Homme-Taupe avant d’assister secrètement les Quatre Fantastiques à vaincre Namor et Magnéto.
Quelques mois plus tard, Hank terminait ses études supérieures à l’école de Xavier et, son diplôme en poche, acceptait un emploi à la Brand Corporation, dans un poste de recherche génétique sous la direction du Docteur Carl Maddicks. Au cours d’une de ses expériences, Hank découvrit l’extrait hormonal provoquant les mutations génétiques et informa Maddicks de sa découverte. Cependant, ce dernier travaillait en secret pour voler des documents confidentiels du gouvernement et, découvrant cela, Hank décida de l’arrêter. Pour conserver son anonymat, il absorba l’extrait qu’il avait découvert et connut une profonde mutation physique, accroissant son agilité et sa force en même temps que son corps adoptait une apparence plus animale, avec des crocs, un pelage sur tout le corps et des oreilles pointues. Mais, Hank commit l’erreur de rester trop longtemps sous cette nouvelle apparence et découvrit, à son désespoir, que la mutation ne pouvait plus être inversée : il était désormais un fauve aussi bien en nom qu’en aspect. Au début, il essaya de dissimuler sa nouvelle apparence sous un masque et des gants de latex, mais, après une période de repli sur lui-même, il décida d’accepter sa nouvelle apparence et de l’assumer pleinement. Après avoir combattu seul la Confrérie des Mauvais Mutants, Hank combattit Quasimodo puis le Griffon et le Fléau ; au cours de ses aventures, il se lia avec Patsy Walker-Baxter, qui, ayant découvert son identité secrète avant qu’il n’assume sa forme bestiale publiquement, lui fit jurer de l’aider à devenir une héroïne quand elle le lui demanderait. Après avoir retrouvé Véra venue chercher son aide pour soigner Calvin Rankin, le Mime, une rencontre qui le mit à nouveau en présence de Hulk, il fut enlevé par l’Empire secret. Libéré par Captain America et les X-Men, il reprit alors ses recherches à la Brand.
Après avoir reçu son diplôme de doctorat en génétique, et être devenu l’un des experts les plus considérés du monde sur les mutations et l’évolution de la biologie humaine (bien qu’il n’ait jamais reçu le prix Nobel, ni n'ait été invité à rejoindre l’Académie Nationale des Sciences), Hank quitta la Brand Corporation et postula pour rejoindre les rangs des Vengeurs. Accepté comme membre probatoire, Hank prouva rapidement sa valeur et devint vite un membre officiel de l’équipe.
Profitant de la réputation des Vengeurs, il révéla son identité au public, dans l’espoir que son statut de Vengeur aiderait à diminuer les tensions entre les humains et les mutants. Au cours de son passage chez les Vengeurs, Hank se lia d’amitié avec Simon Williams, alias Wonder-Man ; leurs liens amicaux ont perduré malgré le temps et les chemins différents qu’ils empruntèrent par la suite. Hank retrouva aussi Patsy Walker, qui lui fit tenir sa promesse et devint l’héroïne Hellcat. Outre ses aventures aux côtés des Vengeurs, il retrouva ses anciens amis des X-Men ; d’abord Angel et Iceberg, alors membres des Champions de Los Angeles, ainsi que les X-Men eux-mêmes, bien que l’équipe eut complètement changé depuis son départ, les aidant contre Magnéto et plus tard le Phénix noir. Aux côtés des Vengeurs, Hank connut ses premières aventures "cosmiques", dont une bataille contre Thanos, tout en faisant face à des menaces telles que Graviton, l’Homme-Absorbant ou Ultron. Tous ses exploits au sein des Vengeurs, lui permirent de se faire accepter sous sa nouvelle forme, devenant même l’un des membres les plus populaires de l’équipe.
Après une restructuration des Vengeurs, Hank quitta l’équipe, souhaitant s’occuper de Véra Cantor qui était alors plongée dans le coma. Cherchant l’aide du Docteur Strange, il rencontra et intégra l’équipe des Défenseurs. Lorsque cette équipe fut, elle aussi, remaniée, après le départ de ses membres fondateurs, Hank recruta ses amis Angel et Iceberg et essaya de faire du groupe une entité plus structurée et officielle que la version antérieure des Défenseurs. Après la mort apparente de plusieurs membres de l’équipe, dont la Valkyrie, la Gargouille et Dragon-lune, les trois amis s’apprêtaient à reprendre chacun leur vie de leur côté lorsqu’ils furent contactés par Mr Fantastic qui leur apprit que Jean Grey, la Marvel-Girl des premiers X-Men que l’on croyait morte, était bien vivante. Avec Cyclope, ils reformèrent ainsi leur ancienne équipe, sous le nom d’X-Facteur.
Se faisant passer pour des chasseurs de mutants, ils s’efforçaient en fait de venir au secours de nouveaux mutants, leur offrant un toit pour se protéger. Peu après la création du groupe, Hank fut capturé par son ancien chef, Carl Maddicks ; celui-ci expérimenta sur Hank un " remède " à la mutation, destiné à son propre fils. Cependant, les effets du sérum ne furent pas ceux qu’espérait Maddicks, et Hank retrouva simplement son apparence initiale. Peu après, il rencontra la journaliste Trish Tilby, qui enquêtait sur X-Facteur.
Durant une attaque du mutant Apocalypse et de ses Cavaliers sur New-York, Hank fut atteint par un virus qui réduisait son intelligence et augmentait sa force à chaque fois qu’il l’utilisait de façon intense. Ainsi, plus il devenait fort, moins il devenait intelligent. Finalement, pour sauver son ami Iceberg du baiser fatal de la mutante Infectia, Hank s’interposa entre eux et fut lui-même affecté ; le mélange de sa régression, du virus qui le contaminait et des pouvoirs d’Infectia ramena le Fauve à son état bestial antérieur, tout en restaurant son intelligence initiale. C’est peu après que Hank et Trish, attirés réciproquement, commencèrent à sortir ensemble ; cependant, le travail de Trish perturbait souvent leur liaison et ils décidèrent ensemble de faire une pause dans leur relation.
Quelque temps plus tard, les membres d’X-Facteur décidèrent de réintégrer les rangs des X-Men, et Hank devint le référent scientifique et médical de l’équipe, travaillant sur n’importe quel sujet, de la technologie extra-terrestre au Legacy Virus, un virus mortel contaminant exclusivement les mutants. Lorsque Trish révéla des informations sur le Legacy Virus, déclenchant une nouvelle hystérie anti-mutants dans la population, Hank cessa toute relation avec elle. Peu après cette révélation, Hank fut enlevé par une version d’une réalité alternative de lui-même, appelée Dark Beast. Enfermée dans une pièce scellée par un mur, Hank faillit renoncer à lutter, mais, découvrant que l’eau de sa cellule s’échappait par un trou, il réussit à briser ses chaînes et à s’échapper, aidé également par la version gouvernementale d’X-Facteur, qui avait succédé aux anciens X-Men.
Hank retrouva sa place chez les X-Men et rencontra peu après Trish, s’excusant de son attitude antérieure, ayant réfléchi sur sa vie pendant sa captivité. Elle lui pardonna et ils reprirent leur relation. Peu après, Hank prit un congé prolongé des X-Men pour travailler sur un remède au Legacy Virus ; après des mois de recherches, il réussit à trouver celui-ci, aidé par les travaux de sa collègue, la défunte Moira MacTaggert, seule victime humaine du virus. Quelque temps plus tard, le Fauve rejoignit l’équipe d’X-Treme X-Men de Tornade, une équipe d’X-Men décidée à retrouver les journaux de Destinée, une devineresse mutante. Lors du premier combat de cette équipe contre Vargas, Hank faillit être tué par celui-ci. Le Fauve ne survécut que grâce à l’intervention de sa coéquipière Tessa, alias Sage, qui utilisa un de ses pouvoirs, jusqu’alors inconnu, pour accélérer la mutation du Fauve vers un nouveau palier. Hank retourna au Manoir des X-Men pour récupérer et continua à muter, devenant plus massif, plus lourd et adoptant une apparence plus léonine. Avec des jambes et des mains transformées, il fut obligé de réapprendre à contrôler ses fonctions motrices et à manipuler les objets délicats. Après une brève période de déprime, Hank reprit son rôle au sein des X-Men, comme conseiller scientifique aussi bien que professeur d’une douzaine de jeunes mutants, une fois que le Manoir fut devenu le Xavier Institute of Higher Learning.
Malheureusement pour Hank, Trish ne réussit pas à accepter la nouvelle apparence de son ami, et finit par rompre avec lui lors d’une conversation téléphonique. Peu après, Hank fut presque battu à mort par l’un des étudiants de l’Institut, Barnell Bohusk alias le Bec, alors sous le contrôle mental de Cassandra Nova, la jumelle mutante et malfaisante de Xavier. Hank récupéra néanmoins suffisamment pour démasquer Cassandra et assister à sa défaite. Cependant, Cassandra eut l’occasion de dévoiler au monde que Charles Xavier était un mutant et bouleversa ainsi l’existence des X-Men et de leur Manoir, qui se vit accueillir rapidement des dizaines de mutants.
Actuellement, Hank est toujours intégré à l’équipe d’X-Men menée par Cyclope et Emma Frost. Il alterne ainsi les aventures comme Fauve, avec ses travaux et recherches scientifiques au Manoir. Tenté par le « remède » à la mutation mis récemment au point par un laboratoire, Hank fut convaincu par Wolverine de renoncer à une telle idée, qui serait probablement le pire message à envoyer à la population humaine de la part d’un des rares mutants accepté par le grand public.
Il rejoint l'équipe des Vengeurs secrets de Captain America. À la suite de schisme, il rejoint également l'équipe de Wolverine lors de la fondation de l'institut Jean Grey, la nouvelle école pour jeunes mutants.

## Pouvoirs et capacités
Le Fauve est un mutant dont la caractéristique physique est son aspect bestial, son corps étant recouvert d’une fourrure de couleur bleue-noire. Depuis sa dernière mutation, son visage a un aspect léonin, et les griffes de ses mains et de ses pieds sont semblables à celles des lions ou des tigres, tranchantes comme les lames d'un rasoir. Auparavant, son apparence était plus simiesque.
En complément de ses pouvoirs, Hank McCoy est considéré comme l’un des experts mondiaux sur les mutations et l’évolution biologique de l’être humain. Il possède une expertise en génétique, en biochimie ainsi que dans d’autres domaines scientifiques. Il est aussi doté d'une culture générale particulièrement étendue en littérature, histoire, philosophie et dans les arts ; c'est par ailleurs un pianiste talentueux.
C'est un excellent combattant au corps à corps, utilisant un style de combat acrobatique unique issu de l'entraînement qu'il a reçu à l’Institut Xavier et avec Captain America.
- Le Fauve possède une force surhumaine, lui permettant de soulever (ou d’exercer une pression équivalente à) environ 1 tonne[1].
- Il possède une endurance, une agilité, une rapidité, une dextérité et des réflexes bien supérieurs à la moyenne humaine, et ceci malgré son apparence actuelle. Il possède notamment l’agilité des grands singes et les capacités acrobatiques d’un artiste de cirque expérimenté. Son corps est suffisamment résistant pour lui permettre de survivre à une chute du troisième étage d'un immeuble en retombant sur ses pieds, sans souffrir de la moindre blessure ou fracture[1].
- Ses jambes puissantes lui permettent de faire des sauts d'environ 5 mètres en hauteur sans élan et un peu plus de 8 mètres en longueur avec élan. Il peut également courir sur ses quatre membres à une vitesse moyenne de 65 km/h, mais pendant de courtes durées[1].
- Il peut grimper le long d’un mur en briques en insérant ses doigts et ses orteils dans les plus petits interstices et fissures du mur, un peu comme une vis dans un trou. Il est également capable de marcher sur un fil sans effort et peut accomplir des suites complexes d’exercices de gymnastique comme des roulés-boulés, des sauts, des tours sur lui-même, ou marcher sur les mains pendant plusieurs heures[1].
- Sa dextérité avec les mains et les pieds est telle qu’il peut accomplir plusieurs tâches simultanément, comme écrire avec ses deux mains en même temps ou nouer une corde avec ses orteils[1].
- Il possède également des sens supérieurs à ceux des humains (notamment une vision nocturne comparable à celle des félins), la capacité de sécréter des phéromones pour attirer les membres du sexe opposé mais aussi un rythme de guérison supérieur à la moyenne, ce qui lui permet de guérir de blessures mineures et de récupérer rapidement de toute maladie telle qu’un rhume[1].

Il est possible que la mutation du Fauve soit le résultat d'un atavisme génétique. Cependant, il possède également des caractéristiques néoténiques, ce qui peut expliquer qu'il ait un intellect du niveau d'un génie malgré son physique animal.

## Version alternative

### Ultimate Marvel
Dans Ultimate Marvel, le Fauve a des mains et des pieds surdimensionnés. Il possède une force et une agilité surhumaines. Il est extrêmement intelligent. Les manipulations du Dr. Cornelius ont augmenté ses capacités physiques et son sens de l'odorat, mais ont recouvert son corps d'une fourrure bleue et lui ont donné des griffes.
Historique : Henry a toujours été méprisé par ses parents à cause de sa condition de mutant. Il a été recruté par Jean à la suite d'une bagarre dans un bar. Lors de la seconde mission des X-Men, il est gravement blessé par une explosion. Le professeur Xavier et Jean utilise alors une technique expérimentale pour le guérir en utilisant des gènes d'animaux. L'opération lui sauve la vie, mais ses cheveux et ses poils sont devenus bleus.
Après la première victoire des X-Men sur Magneto, Tornade semble tomber amoureuse du Fauve. Celui-ci a du mal à y croire, mais étant lui-même amoureux d'elle... Quand les X-Men sont capturés par l'Arme X, le Dr. Cornelius opère des manipulations génétiques sur le Fauve, ce qui augmente ses capacités physiques et son sens de l'odorat, mais lui donne une fourrure bleue ainsi que des griffes. Pour sauver la vie de Xavier, le Fauve est obligé de s'allier à Cornelius pour opérer le Professeur.
Pendant la tournée de Xavier en Europe, Tornade se met à soupçonner Xavier de manipuler télépathiquement les X-Men. Le Fauve en déduit que l'amour de Tornade pour lui n'est que le résultat de cette manipulation. Il met fin à leur relation et se renferme sur lui-même. Il commence une relation sur Internet avec une certaine Naomi qui n'est autre que le Colosse de la Confrérie des Mutants. Au début, ce dernier souhaite juste se payer sa tête, mais finit par découvrir la vérité sur Magneto. Alors qu'il se rend à un rendez-vous avec la soi-disant Naomi, la Confrérie lui tombe dessus et utilise un télépathe pour lui soutirer des informations sur Magneto. Lorsque celui-ci refait son apparition, Tornade annonce au Fauve que leur relation est définitivement terminée.
Lorsque Xavier est capturé par le SHIELD, le Fauve demande à Tornade si une partie d'elle tient toujours à lui maintenant qu'ils sont sûrs que ce n'est pas Xavier qui les manipule. Tornade lui dit qu'elle n'a jamais cessé de l'aimer et leur relation reprend. Après leur victoire sur Magneto, le Fauve est surpris de voir ses parents l'accueillir à bras ouverts. Il semblerait en fait que la publicité causée par les X-Men leur rapporte de l'argent à la suite de la rédaction d'un livre et d'un projet de film sur la vie de leur fils. À la suite de l'arrivée d'Angel, le moral du Fauve tombe à zéro à cause de l'attirance d'Angel pour Tornade et des reproches que lui font ses coéquipiers pour avoir laissé fuir des informations sur internet. Il quitte l'équipe et rejoint les mutants d'Emma Frost. Lorsque ceux-ci sont attaqués par des Sentinelles envoyées pour tuer le président, le Fauve meurt en voulant les protéger.
Récemment[Quand ?], il est réapparu sans sa fourrure dans les pages d'Ultimate X-Men.

## Apparitions dans d'autres médias
Sauf indication contraire, les informations mentionnées dans cette section peuvent être confirmées par la base de données cinématographiques IMDb,  présente dans la section « Liens externes ».

### Films
| |  |  |
| Les acteurs anglais Kelsey Grammer et Nicholas Hoult sont les deux interprètes successifs du personnage au cinéma : le premier dans la trilogie originale X-Men et l'Univers cinématographique Marvel, le second dans la prélogie (2011-2019). |  |  |

Interprété par Steve Bacic puis surtout par Kelsey Grammer dans la 1re trilogie X-Men et dans l'Univers cinématographique Marvel
- 2003 : X-Men 2 réalisé par Bryan Singer. (caméo de Steve Basic)
- 2006 : X-Men : L'Affrontement final réalisé par Brett Ratner (Kelsey Grammer).
- 2014 : X-Men : Days of Future Past réalisé par Bryan Singer. (caméo de Kelsey Grammer)
- 2023 : The Marvels réalisé par Nia DaCosta (caméo de Kelsey Grammer)

Interprété par Nicholas Hoult dans la 2e trilogie X-Men
- 2011 : X-Men : Le Commencement réalisé par Matthew Vaughn.
- 2014 : X-Men : Days of Future Past réalisé par Bryan Singer.
- 2016 : X-Men : Apocalypse réalisé par Bryan Singer.
- 2018 : Deadpool 2 réalisé par David Leitch
- 2019 : X-Men: Dark Phoenix, écrit et réalisé par Simon Kinberg

### Télévision
- 1992-1997 : X-Men (série d'animation)
- 2000-2003 : X-Men : Evolution (série d'animation)
- 2008 : Wolverine et les X-Men (série d'animation)
- 2011 : X-Men (série d'animation japonaise)